# Superliga Femenina de Voleibol 2018-19
La Liga Iberdrola femenina de voleibol de España o Liga Iberdrola de Voleibol es la máxima categoría del voleibol femenino español. Aquí se recogen las clasificaciones de la temporada 2018-2019.

## Equipos
| Club                          | Nombre                          | Sede                       | Región               | Pabellón                                    |
| ----------------------------- | ------------------------------- | -------------------------- | -------------------- | ------------------------------------------- |
| Club Voleibol Logroño         | Minis de Arluy Voleibol Logroño | Logroño                    | La Rioja             | Centro Deportivo Municipal Lobete           |
| Club Voleibol Haris           | Fachadas Dimurol Libby,s        | La Laguna                  | Canarias             | Pabellón Pablos Abri                        |
| Club Voleibol Haro            | OSACC Haro Rioja Voley          | Haro                       | La Rioja             | Polideportivo Municipal El Ferial           |
| Club Voleibol Alcobendas      | Feel Volley Alcobendas          | Alcobendas                 | Comunidad de Madrid  | Pabellón Luis Buñuel                        |
| Emevé                         | Emevé                           | Lugo                       | Galicia              | Pabellón Municipal De Deportes              |
| CVB Barça                     | CVB Barça                       | Barcelona                  | Cataluña             | Pab. La Marina Sants Montjuic               |
| Club Voleibol Ciudadela       | Avarca de Menorca               | Ciudadela                  | Islas Baleares       | Pabellón municipal de Deportes de Ciudadela |
| Club Voleibol J.A.V. Olímpico | IBSA CV CCO 7 Palmas            | Las Palmas de Gran Canaria | Canarias             | Centro Insular de Deportes                  |
| Club Voleibol Sant Cugat      | DSV CV Sant Cugat               | San Cugat del Vallés       | Cataluña             | Pabellón Municipal de Valldoreix            |
| Madrid Chamberí               | Madrid Chamberí                 | Madrid                     | Comunidad de Madrid  | Estadio Vallehermoso                        |
| ESD Granadas de Elche         | ESD Granadas de Elche           | Elche                      | Comunidad Valenciana | Pab. Mun. Esperanza Lag                     |
| CAV Esquimo Dos Hermanas      | Cajasol Juvasa Voley            | Dos Hermanas               | Andalucía            | CDM Los Montecillos                         |

## Clasificación

### Liga regular
Clasificación de la liga regular.
| Pos | Equipo                    | Pts. | J 1 | J 2 | J 3 | J 4 | J 5 | J 6 | J 7 | J 8 | J 9 | J 1 0 | J 1 | J 1 2 | J 1 3 | J 1 4 | J 1 5 | J 1 6 | J 1 7 | J 1 8 | J 1 9 | J 2 0 | J 2 1 | J 2 |
| --- | ------------------------- | ---- | --- | --- | --- | --- | --- | --- | --- | --- | --- | ----- | --- | ----- | ----- | ----- | ----- | ----- | ----- | ----- | ----- | ----- | ----- | --- |
| 1   | Minis de Arluy VB Logroño | 60   | 3   | 3   | 3   | 3   | 3   | 3   | 3   | 3   | 3   | 3     | 3   | 3     | 0     | 3     | 3     | 3     | 3     | 3     | 3     | 3     | 3     | 0   |
| 2   | CVB Barça                 | 50   | 3   | 3   | 3   | 0   | 1   | 3   | 2   | 0   | 3   | 3     | 3   | 2     | 3     | 3     | 0     | 2     | 2     | 3     | 2     | 3     | 3     | 3   |
| 3   | Feel Volley Alcobendas    | 48   | 0   | 3   | 0   | 2   | 2   | 3   | 3   | 0   | 3   | 3     | 3   | 1     | 3     | 0     | 3     | 1     | 3     | 3     | 3     | 3     | 3     | 3   |
| 4   | Fachadas Dimurol Libby,s  | 47   | 3   | 0   | 3   | 0   | 3   | 3   | 2   | 3   | 0   | 3     | 0   | 2     | 0     | 3     | 2     | 3     | 3     | 2     | 3     | 3     | 3     | 3   |
| 5   | Avarca de Menorca         | 43   | 3   | 1   | 2   | 3   | 3   | 0   | 0   | 3   | 3   | 0     | 3   | 3     | 3     | 2     | 1     | 3     | 0     | 0     | 1     | 3     | 3     | 3   |
| 6   | IBSA CV CCO 7 Palmas      | 43   | 3   | 0   | 2   | 1   | 3   | 0   | 3   | 3   | 3   | 3     | 3   | 3     | 3     | 3     | 0     | 3     | 1     | 3     | 3     | 0     | 0     | 3   |
| 7   | OSACC Haro Rioja Voley    | 24   | 3   | 2   | 3   | 2   | 0   | 3   | 1   | 3   | 0   | 0     | 0   | 0     | 0     | 3     | 0     | 3     | 0     | 1     | 0     | 0     | 0     | 0   |
| 8   | Cajasol Juvasa Voley      | 20   | 0   | 0   | 0   | 0   | 0   | 3   | 3   | 0   | 3   | 0     | 0   | 0     | 0     | 0     | 3     | 0     | 2     | 3     | 3     | 0     | 0     | 0   |
| 9   | DSV CV Sant Cugat         | 20   | 0   | 1   | 1   | 1   | 1   | 0   | 0   | 0   | 0   | 0     | 0   | 1     | 3     | 1     | 3     | 2     | 3     | 0     | 0     | 3     | 0     | 0   |
| 10  | Madrid Chamberí           | 17   | 0   | 2   | 1   | 1   | 2   | 0   | 0   | 0   | 0   | 0     | 2   | 0     | 3     | 0     | 3     | 1     | 0     | 0     | 0     | 0     | 0     | 2   |
| 11  | ESD Granadas de Elche     | 16   | 0   | 2   | 0   | 3   | 0   | 0   | 1   | 0   | 0   | 3     | 1   | 3     | 0     | 0     | 0     | 0     | 0     | 0     | 0     | 0     | 2     | 1   |
| 12  | Emevé                     | 8    | 0   | 1   | 0   | 2   | 0   | 0   | 0   | 3   | 0   | 0     | 0   | 0     | 0     | 0     | 0     | 0     | 1     | 0     | 0     | 0     | 1     | 0   |

Nota.- Se disputan partidos fuera de jornada por ajuste en los calendarios.
Pts = Puntos; J = Jornada
|  | Juega play-off por el título. |
|  | Desciende a Superliga 2.      |

- A partir de la temporada 2009-2010 se implantó un nuevo sistema de puntuación en el que en las victorias por 3-0 y 3-1 se otorgan 3 puntos al vencedor y 0 al perdedor, mientras que en las victorias por 3-2 se otorgan 2 puntos al vencedor y 1 al perdedor.

#### Evolución de la clasificación
| Equipo / Jornada          | 01 | 02 | 03 | 04 | 05 | 06 | 07 | 08 | 09 | 10 | 11 | 12 | 13 | 14 | 15 | 16 | 17 | 18 | 19 | 20 | 21 | 22 |
| ------------------------- | -- | -- | -- | -- | -- | -- | -- | -- | -- | -- | -- | -- | -- | -- | -- | -- | -- | -- | -- | -- | -- | -- |
| Minis de Arluy VB Logroño | 1  | 1  | 1  | 1  | 1  | 1  | 1  | 1  | 1  | 1  | 1  | 1  | 1  | 1  | 1  | 1  | 1  | 1  | 1  | 1  | 1  | 1  |
| CVB Barça                 | 4  | 2  | 2  | 3  | 4  | 3  | 2  | 5  | 3  | 2  | 2  | 3  | 3  | 3  | 3  | 2  | 2  | 2  | 2  | 2  | 2  | 2  |
| Feel Volley Alcobendas    | 9  | 7  | 8  | 8  | 7  | 6  | 5  | 7  | 7  | 5  | 4  | 5  | 5  | 5  | 5  | 6  | 6  | 4  | 4  | 3  | 3  | 3  |
| Fachadas Dimurol Libby,s  | 5  | 5  | 4  | 6  | 6  | 5  | 4  | 3  | 6  | 4  | 6  | 6  | 6  | 6  | 6  | 5  | 4  | 5  | 5  | 4  | 4  | 4  |
| Avarca de Menorca         | 6  | 4  | 5  | 4  | 2  | 4  | 6  | 4  | 2  | 6  | 5  | 4  | 4  | 4  | 4  | 3  | 5  | 6  | 6  | 6  | 5  | 5  |
| IBSA CV CCO 7 Palmas      | 3  | 6  | 6  | 5  | 5  | 7  | 7  | 6  | 4  | 3  | 3  | 2  | 2  | 2  | 2  | 4  | 3  | 3  | 3  | 5  | 6  | 6  |
| OSACC Haro Rioja Voley    | 2  | 3  | 3  | 2  | 3  | 2  | 3  | 2  | 5  | 7  | 7  | 7  | 7  | 7  | 7  | 7  | 7  | 7  | 7  | 7  | 7  | 7  |
| Cajasol Juvasa Voley      | 12 | 12 | 12 | 12 | 12 | 12 | 10 | 11 | 8  | 9  | 9  | 9  | 10 | 10 | 10 | 11 | 10 | 8  | 8  | 8  | 8  | 8  |
| DSV CV Sant Cugat         | 8  | 11 | 10 | 11 | 10 | 10 | 11 | 12 | 12 | 12 | 12 | 12 | 11 | 11 | 11 | 9  | 8  | 9  | 9  | 9  | 9  | 9  |
| Madrid Chamberí           | 7  | 8  | 7  | 9  | 8  | 8  | 8  | 8  | 9  | 10 | 10 | 10 | 9  | 9  | 8  | 8  | 9  | 10 | 10 | 10 | 10 | 10 |
| ESD Granadas de Elche     | 11 | 9  | 9  | 7  | 9  | 9  | 9  | 10 | 11 | 8  | 8  | 8  | 8  | 8  | 9  | 10 | 11 | 11 | 11 | 11 | 11 | 11 |
| Emevé                     | 10 | 10 | 11 | 10 | 11 | 11 | 12 | 9  | 10 | 11 | 11 | 11 | 12 | 12 | 12 | 12 | 12 | 12 | 12 | 12 | 12 | 12 |

## Play-off
Resultados de los play-off.
|  | Semifinales | Semifinales               | Semifinales | Semifinales | Semifinales | Semifinales | Semifinales |                           |   | Final | Final | Final | Final | Final | Final | Final |  |
|  |             |                           |             |             |             |             |             |                           |   |       |       |       |       |       |       |       |  |
|  |             |                           |             |             |             |             |             |                           |   |       |       |       |       |       |       |       |  |
|  | 3           | Minis de Arluy VB Logroño | 3           | 3           | 3           |             |             |                           |   |       |       |       |       |       |       |       |  |
|  | 3           | Minis de Arluy VB Logroño | 3           | 3           | 3           |             |             |                           |   |       |       |       |       |       |       |       |  |
|  | 0           | Fachadas Dimurol Libby,s  | 0           | 2           | 1           |             |             |                           |   |       |       |       |       |       |       |       |  |
|  | 0           | Fachadas Dimurol Libby,s  | 0           | 2           | 1           |             | 3           | Minis de Arluy VB Logroño | 3 | 3     | 3     |       |       |       |       |       |  |
|  |             |                           |             |             |             |             |             | Minis de Arluy VB Logroño | 3 | 3     | 3     |       |       |       |       |       |  |
|  |             |                           | 0           | CVB Barça   | 0           | 2           | 0           |                           |   |       |       |       |       |       |       |       |  |
|  | 3           | CVB Barça                 | 0           | CVB Barça   | 0           | 2           | 0           | 3                         | 3 | 3     |       |       |       |       |       |       |  |
|  | 3           | CVB Barça                 |             |             |             |             |             | 3                         | 3 | 3     |       |       |       |       |       |       |  |
|  | 0           | Feel Volley Alcobendas    | 1           | 1           | 1           |             |             |                           |   |       |       |       |       |       |       |       |  |
|  | 0           | Feel Volley Alcobendas    | 1           | 1           | 1           |             |             |                           |   |       |       |       |       |       |       |       |  |
|  |             |                           |             |             |             |             |             |                           |   |       |       |       |       |       |       |       |  |

| Campeón de la Liga Iberdrola 2018-19 |
| ------------------------------------ |
| Minis de Arluy VB Logroño            |